# Kommunistische Plattform (Niederlande)
Die Kommunistische Plattform (nl. Communistisch Platform) ist eine 2014 gegründete orthodox-marxistische Organisation aus den Niederlanden. Die Plattform veröffentlicht regelmäßig Artikel über politische Aktualitäten und historische Entwicklungen aus einer marxistischen Perspektive. Nebenher organisiert die Plattform Lektürekreise und Vorlesungen über diverse Themen und produziert niederländische Übersetzungen marxistischer Werke. Mittels Stimmempfehlungen für Kongresse und Wahlen innerhalb der SP (Sozialistische Partei) versucht die Kommunistische Plattform aktiv, die niederländische Arbeiterbewegung zu beeinflussen.

## Ideologie
Die Kommunistische Plattform identifiziert sich mit dem Marxismus. Die Plattform betrachtet die Arbeiterbewegung als einen Schauplatz für ideologischen Streit, in dem die Kommunisten für die Verwirklichung marxistischer Ideale eintreten. Darum sind die Mitglieder der Kommunistischen Plattform vor allem in der Sozialistischen Partei der Niederlande (SP), Gewerkschaften, Protestbewegungen und anderen Arbeiterorganisationen aktiv. Die Plattform konzentriert sich vor allem auf die Beeinflussung von Wahlen innerhalb der niederländischen Sozialistischen Partei mittels Stimmempfehlungen sowie Artikeln, die zum Diskurs innerhalb der Partei beitragen. Die Organisation verfasste und veröffentlichte außerdem ein alternatives marxistisches Programm für die SP.
Laut der Kommunistischen Plattform stellt das besagte Programm mit dem Titel Ein Kompass für die SP (nl. Een compas voor de SP) eine Rückkehr zum „fundamentalen Kampf gegen den Kapitalismus“ dar. Diese Formulierung ist auch in alten SP-Programmen zu finden. Das Programm ruft unter anderem zur Ausrufung einer demokratischen Republik, Gründung von Arbeitermilizen, einem demokratischen Rechtssystem, und der Vergesellschaftung von Wirtschaft und Gesundheitswesen auf.
Ideologisch bezieht die Kommunistische Plattform Inspiration aus marxistischen Parteien des 19. und frühen 20. Jahrhunderts, wobei besonders Karl Kautsky oft erwähnt wird. Kautsky wird einerseits für seine Rolle in der Parteibewegung der SPD sowie seinen Einfluss auf die russische Oktoberrevolution gelobt, andererseits kritisiert ihn die Kommunistische Plattform für seine spätere Rolle im Rechtsruck innerhalb der SPD. Auch Kautskys Unterstützung der Sozialdemokratie gegen den Marxismus nach der Spaltung der Zweiten Internationale ist ein Kritikpunkt der Kommunistischen Plattform.
Die Demokratisierung der Arbeiterbewegung ist einer der Schwerpunkte der Kommunistischen Plattform. Die Organisation betrachtet Demokratisierung als eine Grundvoraussetzung für stabile Arbeiterbewegungen und eine authentische kommunistische Gesellschaft. Aus diesem Grund betont die Kommunistische Plattform wiederholt die Wichtigkeit organisierter Diskussionen und Debatten. Die Plattform polemisiert oft Seite an Seite mit anderen linken Organisationen, um die ideologische Entwicklung der Bewegung anzutreiben.
Die Kommunistische Plattform sieht Internationalismus als eine Notwendigkeit für eine umsetzbare Alternative zum Kapitalismus. Konkret wird damit gemeint, dass die Organisation eine pan-europäische Strategie verfolgt und der Gründung einer kommunistischen Partei auf EU-Ebene und einer europäischen demokratischen Republik nachstrebt.

## Geschichte und Tätigkeiten
Die Kommunistische Plattform wurde 2014 gegründet. Seit ihrer Gründung hat sie sich vor allem auf die Organisation von Bildungsveranstaltungen und die Veröffentlichung von Artikeln und Stimmempfehlungen für Wahlen innerhalb der Sozialistischen Partei der Niederlande konzentriert. Juni 2020 startete die Kommunistische Plattform das Marxistische Forum. Letzteres ist laut seiner Webseite ein „authentischer, demokratischer, marxistischer Flügel“ innerhalb der Sozialistischen Partei. Das Marxistische Forum organisiert Treffen für SP-Mitglieder, bei denen der Kurs der SP kommentiert wird und Anträge für Parteikongresse formuliert werden.
Im Oktober 2020 wurden fünf SP-Mitglieder wegen angeblicher Mitgliedschaft bei der Kommunistischen Plattform und/oder des Marxistischen Forums der Partei verwiesen. Beide Organisationen wurden von der SP-Führung als unabhängige politische Parteien klassifiziert. Unter den ausgeschlossenen Mitgliedern befanden sich mindestens ein Abteilungsvorsitzender und ein paar Vorstandsmitglieder aus anderen Abteilungen. Im November wurde ein sechstes Mitglied aus denselben Gründen gekündigt.
Die Initiative SP gegen die Hexenjagd (nl. SP tegen de heksenjacht) wurde November 2020 ins Leben gerufen. SP gegen die Hexenjagd ist eine Kampagne, die sich für das Rückgängigmachen der Ausschlüsse ausspricht. Auch das Klassifizieren der Kommunistischen Plattform und des Marxistischen Forums als „unabhängige politische Parteien“ wird kritisiert, in Hoffnung, dass diese Entscheidung widerrufen wird. Die Initiative setzt sich für ein „Faktionsrecht“ innerhalb der SP ein.
Am 16. November 2020 erlangte die Kündigung der vermeintlichen Plattform-Mitglieder durch eine Episode der populären Nachrichtensendung Nieuwsuur landesweite Aufmerksamkeit. In der besagten Episode behauptete der Generalsekretär der SP Arnout Hoekstra, dass die sechs gekündigten Mitglieder einen bewaffneten Bürgerkrieg planen. Die der Partei verwiesenen Mitglieder beteuerten hingegen, die Ausschlüsse wären Teil einer Hexenjagd, die zur Unterdrückung kritischer Stimmen dient. Vor allem Mitglieder, die die Koalitionsbereitschaft der SP kritisieren, seien hierbei im Visier der Parteileitung. Politik-Expertin Nynke de Zoeten sah die Tatsache, dass die SP für eine Koalition mit der konservativ-liberalen VVD offensteht, als einen direkten Faktor für die Ausschlüsse der sechs Mitglieder. Die Koalitionsbereitschaft gilt in Teilen der SP als kontrovers.
Am 17. November 2020 reagierte die Klubobfrau der Sozialistischen Partei Lilian Marijnissen positiv auf die Ausschlüsse. Sie stimmte dem Argument, dass die sechs ausgeschlossenen Mitglieder einen gewalttätigen Bürgerkrieg beabsichtigen, zu. Die Kommunistische Plattform bestritt die Anschuldigungen. Der Vorsitzende von ROOD, der Jugendorganisation der SP, verteidigte in der niederländischen Zeitung Volkskrant die der Partei verwiesenen Mitglieder. Er verneint die Spekulation, dass die Ausschlüsse mit den Standpunkten der Kommunistischen Plattform zu tun hätten, und bezeichnet die Ausschlüsse als Konsequenz eines internen politischen Streites.
Am 21. November 2020 veröffentlichte die Leitung der Jugendorganisation ROOD einen Artikel, in dem sie sich gegen die Aussprachen Arnout Hoekstras stellt. Die ROOD-Leitung bezeichnete Arnout Hoekstras Schilderung, dass ein Putsch binnen ROOD anstünde, als „haltlos“, da die vom Ausschluss betroffenen Mitglieder demokratisch zur Wahl standen. Die Behauptungen, dass ein Bürgerkrieg geplant sei, wurden von der ROOD-Leitung ebenfalls als „unbegründet“ abgewiesen.
Am 22. November 2020 wurde Olaf Kemerink, eines der ausgeschlossenen Mitglieder, mit 75 % aller Stimmen zum neuen Organisationsvorsitzenden von ROOD gewählt. Die Parteispitze der Sozialistischen Partei verkündete auf der Sendung Nieuwsuur, dass man Kontakt mit der ROOD-Leitung suche und dass eine Entscheidung bald folge.

## International
Die Kommunistische Plattform pflegt Verbindungen zur Kommunistischen Partei Großbritannien (PPC). Diese Partei ist eine Nachfolgerin der bereits aufgelösten Kommunistischen Partei Großbritannien.